# Stan Humphries
William Stanley Humphries, detto Stan (Shreveport, 14 aprile 1965), è un ex giocatore di football americano statunitense che ha giocato nel ruolo di quarterback nella National Football League (NFL). Al college ha giocato a football alla Northeast Louisiana University.

## Carriera
Humphries fu scelto dai Washington Redskins nel corso del sesto giro del Draft NFL 1988. Partì per la prima volta come titolare nel 1990 in trasferta contro i Phoenix Cardinals quando il titolare Mark Rypien subì un infortunio. Humphries passò 1.015 yard e tre touchdown in sette gare nel 1990. Fu scambiato coi San Diego Chargers prima dell'inizio della stagione 1992 dopo che il titolare dei Chargers John Friesz si era infortunato nella pre-stagione. Gli schemi offensivi delle due squadre erano molto simili, dando la possibilità a Humphries di inserirsi rapidamente. Passò 3.356 yard, quinto nella lega nel 1992, guidando i Chargers, che avevano terminato con un record di 4-12 nel 1991 e avevano perso tutte le prime quattro gare nel 1992, a finire con un record di 11-5, vincendo la AFC West e interrompendo una striscia decennale di assenza dai playoff di San Diego. Alla stagione 2014, i San Diego Chargers del 1992 sono l'unica squadra della storia ad avere raggiunto i playoff dopo avere iniziato con un record di 0-4.
Stan fu il titolare di San Diego per sei stagioni, partendo dall'inizio in 81 gare su 88, passando 17.191 yard e 89 touchdown. San Diego ebbe un record di 47-29 nella stagione regolare e 3-3 nei playoff in quel periodo. Giocò con una spalla slogata nel primo turno dei playoff del 1992, una vittoria 17-0 sui Kansas City Chiefs, la prima vittoria nei playoff della franchigia dalla finale della AFC del 1980. La stagione terminò la settimana successiva con una sconfitta per 31-0 contro i Miami Dolphins nei Divisional Playoff. I Chargers avrebbero vinto il 62% delle loro partite nei sei anni successivi con Humphries come quarterback titolare.
Nel 1994, il giocatore guidò i Chargers con delle giocate decisive a una serie notevole di vittorie nei playoff, iniziata con San Diego che rimontò uno svantaggio dopo il primo tempo di 21-6 in casa contro i Miami Dolphins guidati dal Dan Marino. Nel turno successivo i Pittsburgh Steelers erano largamente favoriti dagli addetti ai lavori e dalle agenzie di scommesse. In quella che divenne una delle più grandi sorprese della storia del football, i Chargers rimontarono uno svantaggio di 13-3 nel finale del terzo periodo, vincendo per 17-13 al Three Rivers Stadium. La squadra si guadagnò così un biglietto per Miami e il Super Bowl XXIX, la prima e unica apparizione della storia della franchigia. I giocatori furono accolti da 70.000 tifosi al Jack Murphy Stadium di San Diego al loro ritorno da Pittsburgh. Malgrado la sconfitta nel Super Bowl XXIX contro i San Francisco 49ers 49-26, più di 100.000 tifosi accolsero la squadra al suo ritorno a casa dopo la gara. Complessivamente, Humphries guidò i Chargers a tre apparizioni ai playoff e all'unica apparizione al Super Bowl della storia della franchigia prima che nel 1997 fosse costretto al ritiro a causa di diverse commozioni cerebrali subite in carriera.

## Palmarès

### Franchigia
- Super Bowl : 1
- Washington Redskins: Super Bowl XXVI
- National Football Conference Championship: 1

Washington Redskins 1991
- American Football Conference Championship: 1

San Diego Chargers: 1994

### Individuale
- San Diego Chargers Hall of Fame
- Formazione ideale del 50º anniversario dei San Diego Chargers

## Statistiche
| Yard passate  | 17.191 |
| Touchdown     | 89     |
| Intercetti    | 84     |
| Passer rating | 75,8   |

### Record NFL
- Più lungo passaggio dalla linea di scrimmage: 99 yard (condiviso)